# Fathom (unité de mesure)
 (janvier 2012).
Si vous disposez d'ouvrages ou d'articles de référence ou si vous connaissez des sites web de qualité traitant du thème abordé ici, merci de compléter l'article en donnant les références utiles à sa vérifiabilité et en les liant à la section « Notes et références ».
Pour les articles homonymes, voir Fathom (homonymie).
Le fathom est une unité anglaise impériale de profondeur. Elle est l'équivalent anglo-saxon de la brasse.
Sa longueur exacte varie selon le contexte (fathom international, fathom de la marine de guerre britannique, fathoms utilisés dans la marine marchande ou sur les flottes de pêche).

## Fathominternational
Cette unité de mesure de profondeur correspond à :
- 1,828 8 mètre exactement (un mètre correspond à 0.5468 fathom)
- 2 yards (un yard correspond à 0,5 fathom)
- 6 pieds (un pied correspond à 0,1667 fathom)
- 18 mains (une main correspond à 0,0556 fathom)
- 72 pouces (un pouce correspond à 0,0139 fathom)

Les valeurs calculées ci-dessus sont arrondies de manière habituelle.
Ainsi, 4 000 mètres correspondent à 2 300 fathoms environ.
Cette unité de mesure n'est quasiment plus utilisée depuis le passage au système métrique en 1960.

## Fathombritannique
L'Amirauté britannique a défini le fathom comme un millième de mille nautique impérial (soit 1,852 m), qui correspond lui-même à 6080 pieds. Le fathom britannique , correspond donc ainsi exactement à 6,08 pieds. En pratique, le fathom de la marine de guerre » (warship fathom), arrondi à 6 pieds tout juste, était utilisé en Grande-Bretagne tout comme aux États-Unis.
Sur le terrain, cette imprécision ne donnait pas lieu à un quelconque problème, dans la mesure où les profondeurs figurant sur les cartes marines impériales étaient indiquées en pieds lorsqu'elles étaient inférieures à 30 pieds, et en fathoms seulement lorsque la profondeur était supérieure à 30 pieds. Jusqu'au XIXe siècle en Angleterre, la longueur du fathom était plus variable, allant de 5 pieds (1,524 m) à 7 pieds (2,1336 m) dans le cas des bateaux de pêche.